# Buteo galapagoensis
La poiana delle Galápagos (Buteo galapagoensis Gould, 1837) è un uccello rapace della famiglia Accipitridae, "scoperto" da Charles Darwin nel 1835 quando, nel suo famoso viaggio attorno al mondo, si soffermò proprio in quell'arcipelago.